# Hart an der Grenze (Spiel)
Hart an der Grenze ist ein Bluffspiel für 3 bis 6 Spieler von André Zatz und Sergio Halaban. Es erschien 2006 bei Kosmos. Die Spieler wechseln in diesem Spiel immer wieder die Rollen und versuchen als Touristen wertvolle Antiquitäten, Zigarren und Alkohol über die Grenze zu schmuggeln oder als Sheriff Schmuggler zu enttarnen.

## Inhalt
- 6 verschiedene Reisekoffer aus Blech
- 100 Geldscheine:
  - 17× im Wert 1 Dollar
  - 17× im Wert 2 Dollar
  - 17× im Wert 5 Dollar
  - 23× im Wert 10 Dollar
  - 13× im Wert 50 Dollar
  - 13× im Wert 100 Dollar
- 1 Übersichtskarte
- 6 Spielsteine „Beschlagnahme“
- 6 Spielsteine „Zusatzkontrolle“
- 1 Sheriffstern zum Anstecken
- 139 Warenkarten:
  - 39× Krug, Wert 2 Dollar
  - 30× Maracas, Wert 3 Dollar
  - 23× Sombreros, Wert 4 Dollar
  - 18× Zigarre, Wert 7 Dollar
  - 16× Tequila, Wert 9 Dollar
  - 13× Statue, Wert 12 Dollar
- 1 Spielregel (4 Seiten)

## Beschreibung
Die Warenkarten werden gemischt. Jeder Spieler erhält einen Reisekoffer, 30 Dollar und 5 Warenkarten, einen Spielstein „Beschlagnahme“ und bei 5 und 6 Spielern noch den Spielstein „Zusatzkontrolle“. Der ehrlichste Spieler beginnt und erhält den Sheriffstern. Das Spiel läuft über drei Runden, wobei in jeder Runde jeder Spieler einmal Sheriff ist (Ausnahme 3 Spieler: jeder ist zweimal Sheriff). Zu Beginn eines Spielzuges legen alle Spieler bis auf den Sheriff ein bis fünf Warenkarten in ihren Koffer und sagen anschließend an, wie viele Karten einer Warenart sie in den Koffer gelegt haben. Diese Angabe muss nicht stimmen und es dürfen auch weitere Warenarten im Koffer sein. Allerdings dürfen nur legale Warenarten genannt werden, also Krüge, Maracas und Sombreros, alle anderen gelten als Schmuggelgut. Anschließend darf der Sheriff einen Spieler kontrollieren, der Spieler muss seinen Koffer öffnen, kann aber versuchen den Sheriff zu bestechen. Hierzu bietet er dem Sheriff einen Betrag. Wenn sie sich einig werden, erhält der Sheriff das Geld und der Spieler muss den Koffer nicht öffnen. Können sie sich nicht einigen, muss er den Koffer öffnen. Karten, die seiner Angabe entsprechen, darf er behalten, alle anderen muss er abgeben und zudem eine Strafe bezahlen. Sind in seinem Koffer aber nur Karten, die seiner Angabe entsprechen, erhält er eine Entschädigung. Spieler, die nicht kontrolliert wurden, nehmen alle ihre Karten aus dem Koffer und legen sie verdeckt ab. Einmal im Spiel hat zudem jeder Sheriff die Möglichkeit, den Koffer eines Spielers, den er in diesem Zug noch nicht kontrolliert hat, zu beschlagnahmen. Dabei darf er alle Karten, die nicht der Ansage des Spielers entsprechen, behalten, die richtig deklarierten Waren und den Koffer erhält der Spieler zurück. Im Spiel mit 5 und 6 Personen hat jeder Sheriff zudem einmal die Möglichkeit, einen zweiten Spieler zu kontrollieren, dieser darf auch – wenn er möchte –  versuchen ihn zu bestechen. Am Ende eines Zuges wechselt der Sheriffstern und jeder Spieler füllt seine Handkarten wieder auf 5 auf. Am Ende einer Runde schauen sich die Spieler ihre über die Grenze gebrachten Waren an und dürfen davon bis zu 3 behalten. Die restlichen verkaufen sie zu dem auf den Karten abgedruckten Wert. Am Ende des Spieles werden zusätzlich die behaltenen Waren verkauft, dabei erhalten die Spieler den doppelten Preis, allerdings darf – abhängig von der Anzahl der Spieler – von jeder Warenart nur eine bestimmte Anzahl verkauft werden. Dabei darf zuerst der Spieler eine Warenart verkaufen, der davon die meisten besitzt, anschließend die anderen Spieler, bis die Höchstgrenze erreicht ist. So dürfen im Spiel mit 4 Spielern nur 8 Krüge verkauft werden. Hat der erste Spieler 5, darf er alle verkaufen, wenn Spieler B vier Krüge hat, darf er davon 3 verkaufen und Spieler C mit 2 Krügen geht leer aus.
Gewinner des Spieles ist, wer am Ende das meiste Geld hat.

## Besonderheiten
Bei einem der Reisekoffer wurde das Motiv des Catan-Schachtelcovers von 2003 verwendet. Diese Koffer konnten über den Catan-Shop auch separat bezogen werden.

## Auszeichnungen
- 2006: Aufnahme auf die Empfehlungsliste zum Spiel des Jahres
- 2007: Nominiert für das Spiel des Jahres in Finnland

## Spielkritiken
- Spielbox Ausgabe 4/06: "Mehr Brasilianer"